# Mistrețul cu colți de argint

Mistrețul cu colți de argint este un poem-baladă al scriitorului român Ștefan Augustin Doinaș. Poemul este considerat opera de debut semnificativ, dar și una din operele de referință ale autorului.
Poemul a devenit cunoscut publicului Cenaclului Flacăra în 1975, odată cu interpretarea televizată a poemului de către actorul Gelu Nițu, iar ulterior, publicului larg român, odată cu interpretarea actorului Mihail Stan, în anii târzii 1970 și în anii 1980, pe scenele și stadioanele unde Cenaclul Flacăra activa scenic sub directa regie, scenariu, selecție și prezentare a poetului Adrian Păunescu.

## Istoric
Conform unor mărturii, balada Mistrețul cu colți de argint ar fi fost scrisă, sau mai exact, prima dată prezentată public în 1945, la Sibiu, la Cercul literar local de atunci.
Prima publicare a poemului e în volumul de versuri Alfabet poetic, ce adună poezii ale lui Ștefan Augustin Doinaș din anii 1941 - 1948.

## Prezentarea poemului

### Acțiunea poemului-baladă
În planul povestirii propriu-zise, poemul prezintă „un prinț din Levant”, a cărui aparentă pasiune este vânătoarea, dar care este strict interesat doar de vânarea unui anumit animal, un mistreț cu colți de argint, afirmație care provoacă derâderea servitorilor săi, întrucât aceștia nu cred în existența unui astfel de animal. Aceștia îi propun prințului să se orienteze spre un alt tip de vânat, mai ușor de găsit și de ucis; „ ... mai bine s-abatem vânatul cu coarne, ori vulpile roșii, ori iepurii mici”.
Într-un continuu crescendo, balada relatează înverșunarea prințului cu care acesta ridică ștacheta căutării de la vânarea mistrețului cu o săgeată de lemn, la început, apoi cu una de fier, pentru ca, în final, să dorească a ucide acea fiară cu săgeata de foc. Atunci, într-un târziu, când se pare că prințul rămăsese doar cu servitorul cel mai apropiat, întâlnirea cu fiara căutată are loc, dar total în defavoarea vânătorului, care devine vânat de către o fiară „ce zilnic își schimbă, în scorburi ascunse, copita și blana și ochiul sticlos”.
Atacat pe neașteptate, pe când prințul băuse apă la un izvor, mistrețul uriaș „îl trase sălbatic prin colbul roșcat” provocându-i o moarte rapidă. Înainte de a se sfârși, prințul are întrebări despre ce i-ar fi oprit vânătoarea. Servitorul, rămas alături de vânător, încearcă să-i spună adevărul, că mistrețul căutat l-a atacat mortal. Cu ultimele puteri, prințul, care nu realizează nici atunci că fusese atacat chiar de animalul pe care îl căutase continuu, îi cere servitorului să-i cânte din corn până va trece în neființă. Acesta respectă ultima dorință a stăpânului său, dar „ ... cornul sună, însă foarte puțin.”

### Interpretare critică
Criticii interpretează poemul-baladă ca fiind o căutare a perfecțiunii, a absolutului, de neînțelegere a condiției omului complex, a geniului neînțeles, a gânditorului sofisticat, care caută perfecțiunea, temă prezentă permanent în operele artistice de pretutindeni.

## În muzica folk
- Mistrețul cu colți de argint – versuri de Doinaș, muzica de Adriana Ausch, interpretată de Adriana Ausch